# Филосторгий
Филосторгий (на гръцки: Φιλοστοργιος) е късноантичен църковен историк.
Баща му Картерий и майка му Евлампия са привърженици на учението на Евномий. На 20 г. отива да се учи в Константинопол, където успял да получи широко образование, запознавайки се подробно с философията и теологията, а се интересувал и от астрономия, астрология и медицина. Предприел също и пътуване до Палестина.
Филосторгий пише „Църковна история“ в 12 книги за времето от началото на арианството до 425 г. Творбата била замислена като продължение на „Църковната история“ на Евсевий Кесарийски. Повлиян силно от евномианската ерес, Филосторгий всъщност написал история на евномианската църква и изложил борбите ѝ срещу това, което смятал за фалшиво православие. По-късно патриарх Фотий осъжда остро арианските възгледи във Филосторгиевия труд и го определя като възхвала на еретиците и клевета срещу православието. „Църковна история“ е запазена в съкратен вид в изложението на Фотий, който разделя произведението на 12 книги и предава само онова, което счита за най-важно.
Така поради еретическия си характер историята на Филосторгий е подложена на унищожение, поради което от нея са запазени само фрагменти.

## Издания и преводи
- Joseph Bidez: Philostorgius. Kirchengeschichte. Mit dem Leben des Lucian von Antiochien und den Fragmenten eines arianischen Historiographen. 3. Auflage, bearb. von F. Winkelmann. Berlin 1981.
- Philip R. Amidon (Hrsg.): Philostorgius. Church History. Society of Biblical Literature, Atlanta 2007.